# Galvaniseur

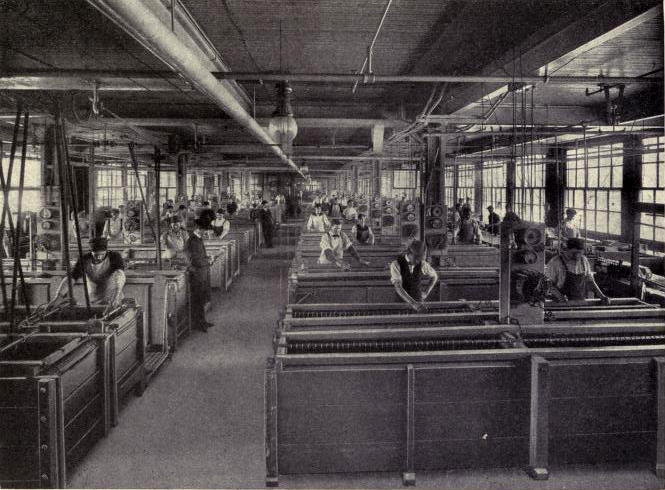
Galvaniseure bei der Arbeit (circa 1910)

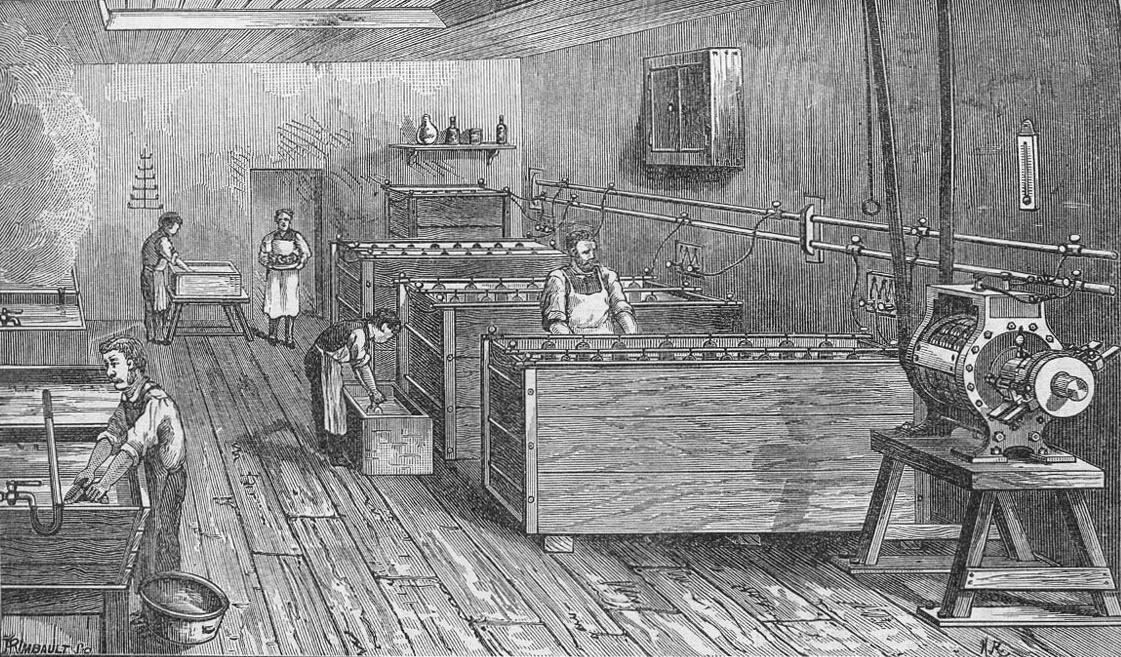
Historische Zeichnung (1911)

Galvaniseur  ist in Deutschland ein Ausbildungsberuf nach dem Berufsbildungsgesetz (BBiG) und der Handwerksordnung (HwO). Er wird ohne weitere Spezialisierung nach Fachrichtungen oder Schwerpunkten in Industrie und Handwerk angeboten. Die Ausbildung dauert 3 Jahre.
In der Schweiz ist die Bezeichnung Galvaniker/Oberflächenbeschichter üblich.

## Berufsinhalt
Galvaniseure (seit August 2005 neue Berufsbezeichnung Oberflächenbeschichter) sind Fachkräfte des Handwerks oder der Industrie. Sie sind in der Lage, in meist wässrigen Lösungen von Salzen, Metalle auf leitende und nichtleitende Grundwerkstoffe aufzubringen. Diese Metallschichten sollen den Werkstoffen bestimmte Eigenschaften vermitteln, die der Untergrundwerkstoff selbst nicht erreicht. Dies sind Verbesserungen der Eigenschaften in seiner Optik, seiner Mechanik, seiner Korrosionsbeständigkeit, seiner Formgebung.
Die Galvaniseure sind in der Lage, Elektrolyte so in ihren Zusammensetzungen zu verändern, dass bestimmte Eigenschaften von Metallen bevorzugt entwickelt werden und die so entstandenen Eigenschaften des Überzugmetalls dem Basisgrundstoff zugutekommen. Ein bekanntes Beispiel hierfür sind die Härte und Kratzbeständigkeit des Chroms auf relativ weichen und empfindlichen Kunststoffen.
Galvaniseure beschichten mit Hilfe der Galvanotechnik Metall-, Kunststoff- und andere Werkstoffoberflächen, um deren Eigenschaften zu verbessern. Sie bereiten galvanische Bäder vor, prüfen deren Funktionsfähigkeit und Zusammensetzung und bedienen die speziellen Galvanikanlagen, in denen sie in einer Vielzahl von Reinigungs-, Beschichtungs- und Nachbehandlungsbädern (Galvanik) die zu beschichtenden Werkstoffe metallisieren.
Das Galvanisieren beinhaltet häufig auch eine sehr gute mechanische Vorbearbeitung der zu beschichtenden Bauteile. Deshalb bezeichnet sich der Meister dieses Handwerks in Deutschland als Meister im Galvaniseur- und Metallschleiferhandwerk oder ab 1. Januar 2015 einfach als Meister im Galvaniseur-Handwerk.

## Ausbildung in der Schweiz

### Oberflächenpraktiker EBA
Die Ausbildung zum Oberflächenpraktiker dauert zwei Jahre.
Es gibt drei Fachrichtungen:
- Galvanisieren
- Feuerverzinken
- Anodisieren

### Oberflächenbeschichter EFZ
Die Ausbildung dauert drei Jahre. Die Schule wird meist in Form von Blockunterricht besucht. Ein Berufsschulblock dauert hierbei oft 6–8 Wochen. Bei sehr guten Leistungen kann parallel die Berufsmatur besucht werden.
Mit Bestehen der Abschlussprüfung erhält man das Eidgenössische Fähigkeitszeugnis als Oberflächenbeschichter/in.

### Frühere Berufe

#### Galvaniker
Der Galvaniker war der Vorgängerberuf zum Oberflächenbeschichter EFZ und dauerte vier Lehrjahre. Übergangsbestimmungen gelten bis 31. Dezember 2015.

#### Feuerverzinker
Der Vorgänger vom Oberflächenpraktiker EBA war die dreijährige Lehre zum Feuerverzinker.

## Weiterbildung
Schweiz
- Berufsprüfungen (BP)
  - Galvaniker mit eidg. Fachausweis
  - Feuerverzinker mit eidg. Fachausweis:
- Höhere Fachprüfungen (HFP)
  - Dipl. Galvaniker
  - Dipl. Feuerverzinker
- Höhere Fachschule
- Dipl. Techniker HF, Fachrichtungen Elektrotechnik oder Metallbau
- Fachhochschulen
  - Bachelor of Science (FH) in Chemie
  - Bachelor of Science (FH) in Elektrotechnik

Deutschland
- Techniker der Fachrichtung Galvanotechnik an der LGA Fachschule in Nürnberg
- Galvanotechniker in Schwäbisch Gmünd oder Solingen und Pforzheim
- Chemietechniker als Aufstiegsweiterbildung neben dem Beruf (SgD, ILS etc.)
- Bachelor-/Masterstudium in Chemietechnik, bei vorausgesetzten Abitur.